# Zátyní
Zátyní (německy Sattai) je malá vesnice, část města Dubá v okrese Česká Lípa. Nachází se asi čtyři kilometry severozápadně od Dubé. Zátyní je také název katastrálního území o rozloze 2,76 km².
V lesích v jihozápadní části katastru Zátyní se v II. zóně ochrany nachází skalní vyvýšenina Čap (387 m n. m.) se skalní věží zvanou Čapská palice, a se zbytky hrádku Čap. K Zátyní patří také osada Uhlířské domky, ležící podél silnice do Lhoty. K Zátyní až do první poloviny 20. století patřila také malá osada Lešnice, která nyní náleží ke vsi Pavličky, jež jsou části obce Tuhaň.

## Název
Název Zátyní je odvozen z polohy místa za týnem. Jméno vsi se v historických pramenech objevuje ve tvarech: Zytynij (1553), Zateyna (1638), Sattay (1654, 1834), Zátyní (1848), Satyni, ale též Satyné a Sattai (1854).

## Historie
První písemná zmínka o vesnici údajně pochází z roku 1553, ovšem podle některých jiných zdrojů měla být ves Zátyní zmiňována již v roce 1325. Po roce 1553 bylo Zátyní zmíněno také v roce 1623. V 19. století postihlo vesnici několik požárů. Při největším z nich v roce 1834 shořelo 14 usedlostí a místní škola. K dalším požárům došlo v letech 1871 a 1885.
Na místě vyhořelé školy byla v roce 1840 postavena kaplička, která byla pravděpodobně zasvěcena patronu hasičů sv. Florianu. V sedmdesátých letech 20. století ji  místní národní výbor odprodal soukromé osobě a bývalá kaple od té doby slouží jako rekreační objekt.

## Přírodní poměry
Katastrální území Zátyní je součástí chráněné krajinné oblasti Kokořínsko – Máchův kraj a evropsky významné lokality Roverské skály.

## Obyvatelstvo
Při sčítání lidu v roce 1921 ve vsi žilo 146 obyvatel (z toho 71 mužů) německé národnosti, kteří byli, s výjimkou jednoho evangelíka, členy římskokatolické církve. Podle sčítání lidu z roku 1930 měla vesnice 149 obyvatel německé národnosti a římskokatolického vyznání.
Od přelomu 19. a 20. století počet obyvatel neustále klesal. Až do konce druhé světové války žilo v Zátyní pouze německé obyvatelstvo. Po jeho odsunu a obsazení domů novými obyvateli se počet zde žijících osob dále snižoval.
| Rok            | 1869 | 1880 | 1890 | 1900 | 1910 | 1921 | 1930 | 1950 | 1961 | 1970 | 1980 | 1991 | 2001 | 2011 | 2021 |
| -------------- | ---- | ---- | ---- | ---- | ---- | ---- | ---- | ---- | ---- | ---- | ---- | ---- | ---- | ---- | ---- |
| Počet obyvatel | 203  | 220  | 188  | 175  | 158  | 146  | 149  | 88   | 88   | 40   | 26   | 13   | 16   | 17   | 23   |
| Počet domů     | 37   | 39   | 39   | 38   | 35   | 34   | 34   | 22   | 30   | 11   | 9    | 18   | 23   | 26   | 26   |

## Pamětihodnosti
- Západně od vesnice se  na stejnojmenném skalním masívu dochovaly pozůstatky hradu Čap z přelomu čtrnáctého a patnáctého století.[12]
- V místním rybníku, napájeném pouze dešťovými srážkami, se vyskytuje vodní rostlina prustka obecná, která je v České republice vzácná a chráněná.[6]

## Galerie

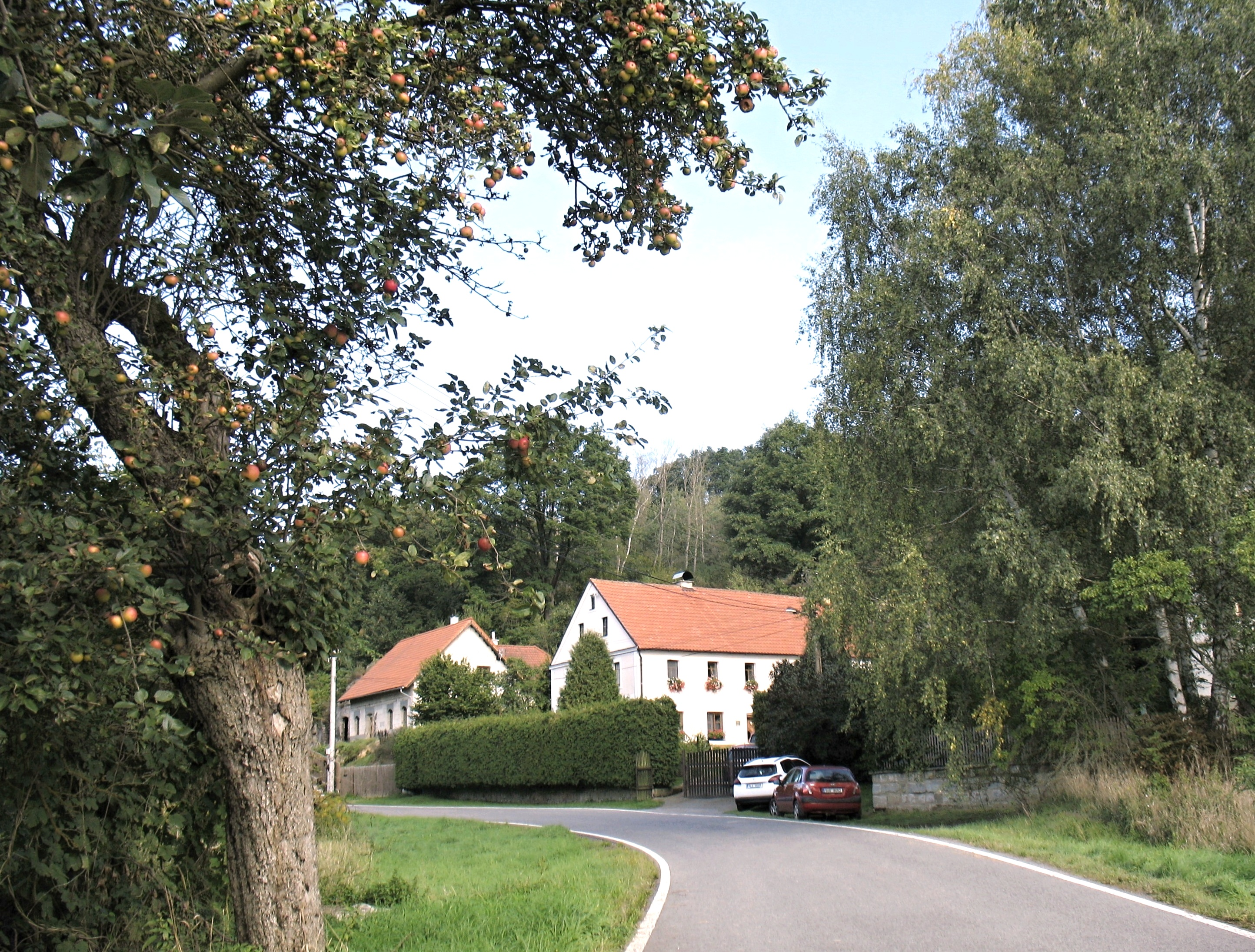
Domy u silnice do Lhoty
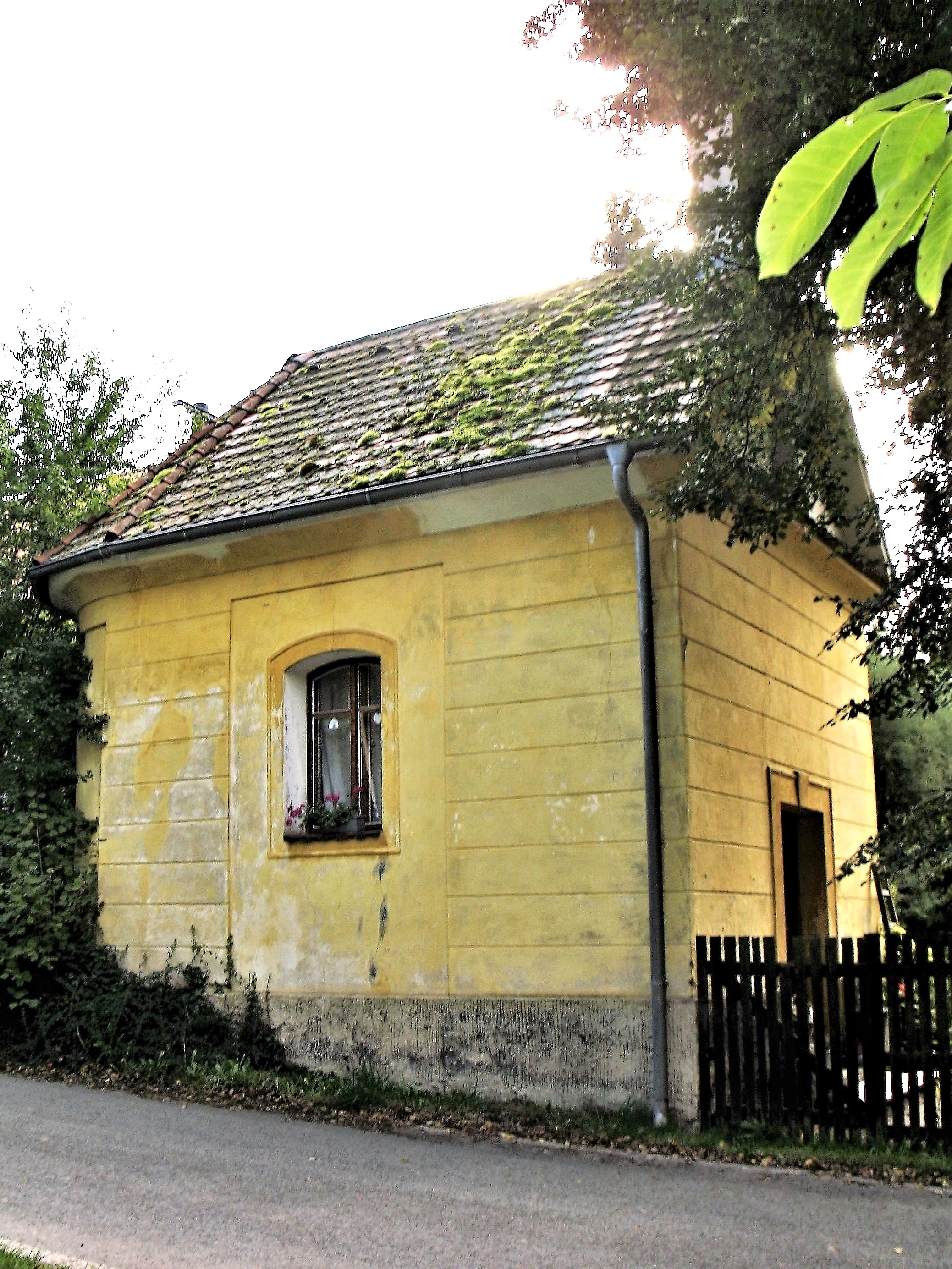
Místní kaplička
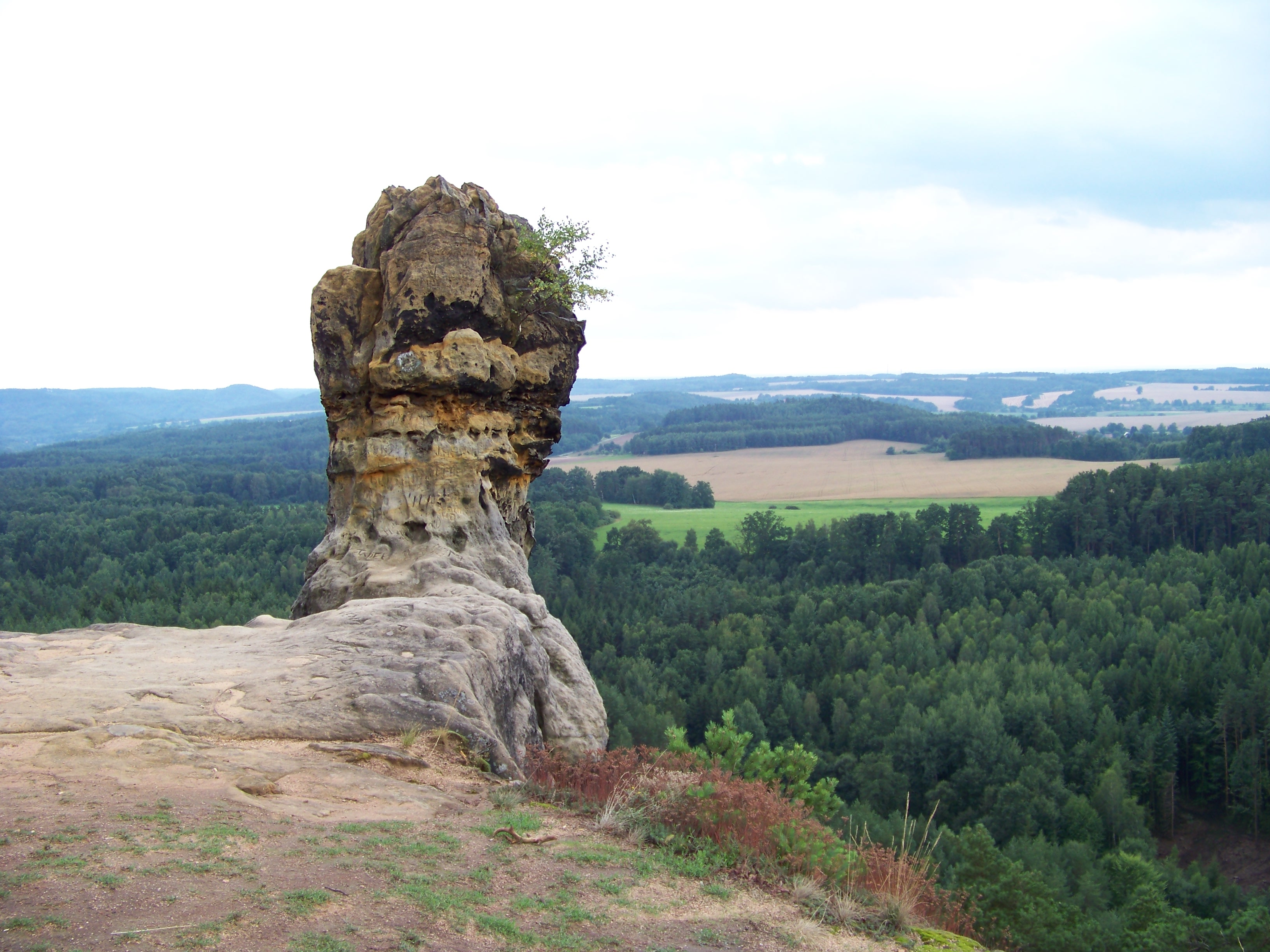
Skalní útvar Čapská palice
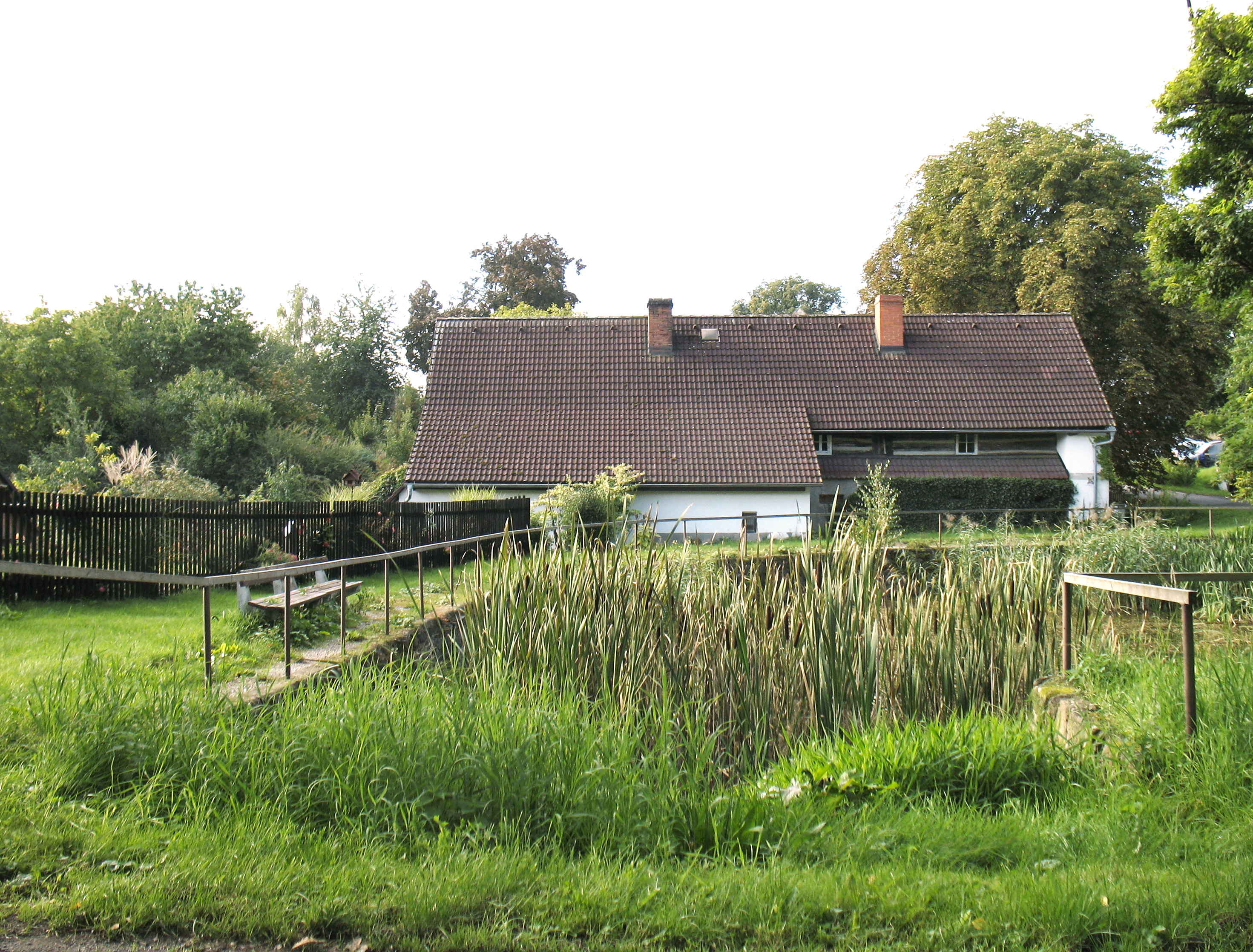
Rybník uprostřed vsi
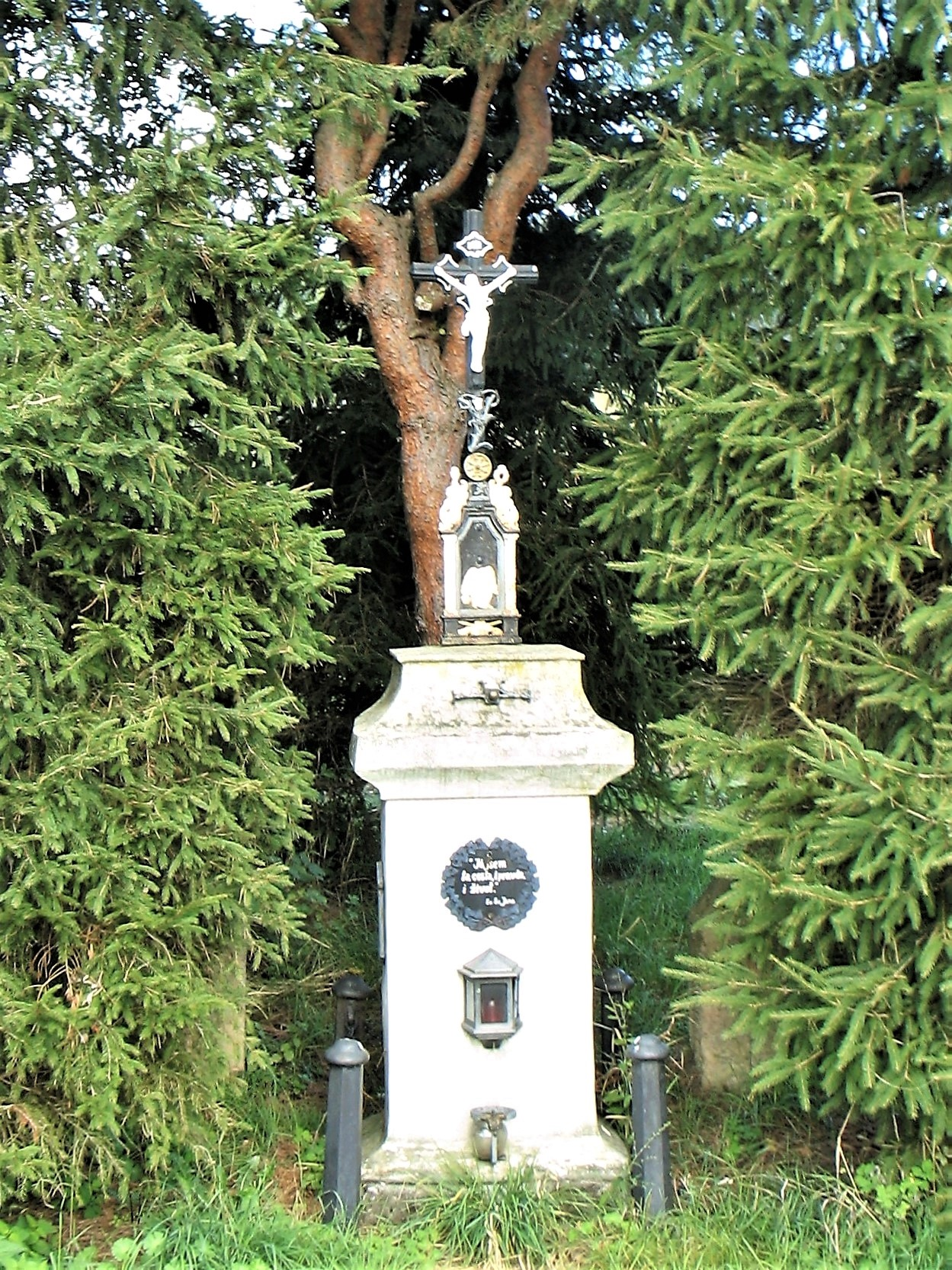
Boží muka na okraji vsi
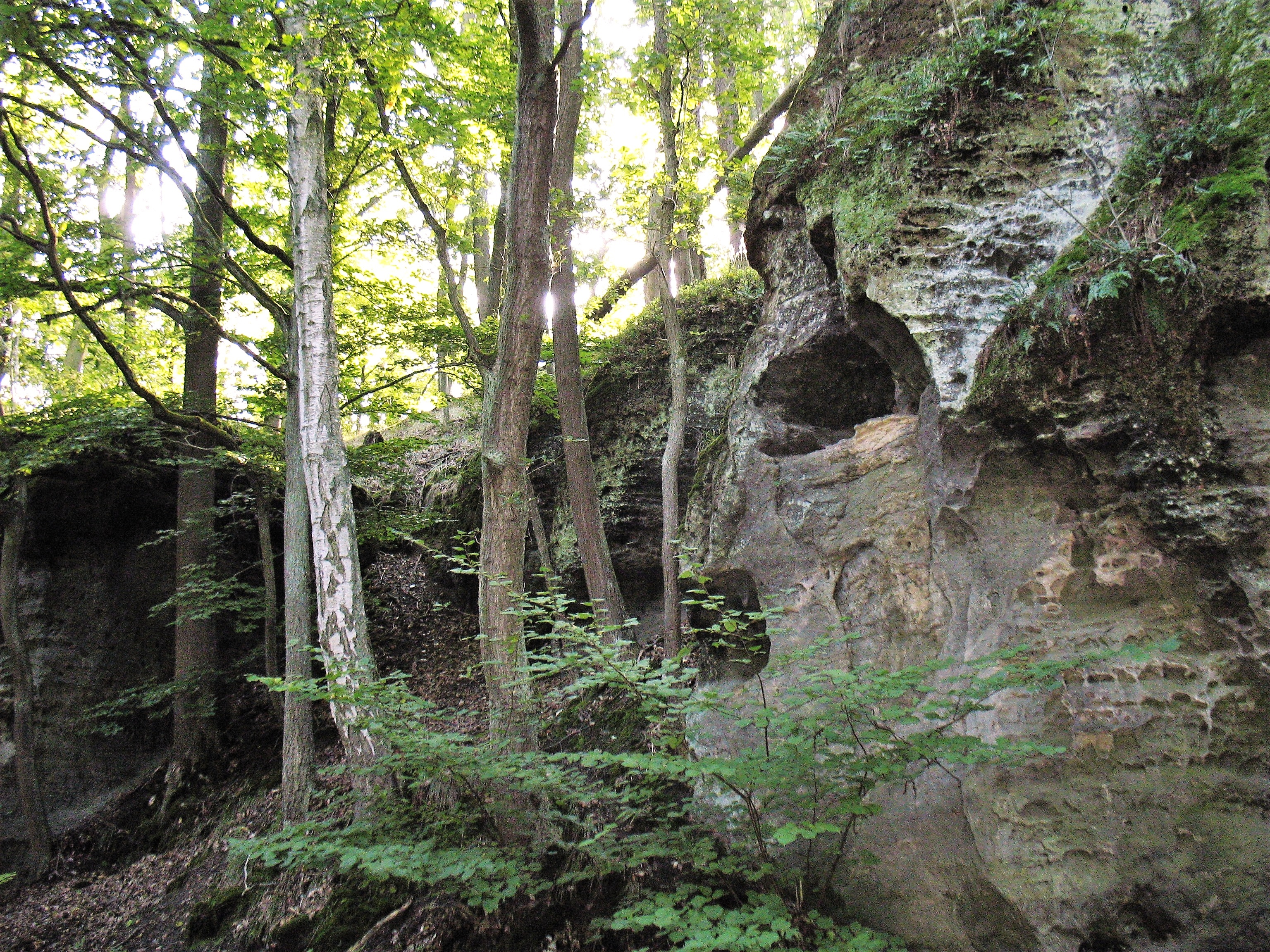
Skály u cesty do Lhoty